# Fontigo
Fontigo è una frazione del comune di Sernaglia della Battaglia, in provincia di Treviso.

## Geografia fisica
Si trova all'estremità meridionale del Quartier del Piave, presso la riva sinistra del Piave stesso. Sorge a sudovest del capoluogo comunale, a poca distanza da Moriago della Battaglia.
La zona si caratterizza per la ricchezza di risorse idriche. Oltre al già citato Piave, si aggiungono vari rii minori come il Rosper, mentre a nord si estendono le tipiche formazioni acquitrinose dette palù.

## Storia
I reperti archeologici più antichi risalgono all'età romana: si tratta di mattoni ed embrici rinvenuti in località Fontane. Si possono inoltre rilevare tracce di una centuriazione che coinvolge anche il territorio di Moriago della Battaglia.
Nel medioevo la zona si caratterizzò per la presenza di opifici (magli, mulini, folli) azionati dalle acque del Piave e dei corsi d'acqua minori.
Trovandosi in prossimità del fronte del Piave, il paese fu completamente distrutto durante la Grande Guerra e si contarono ingenti perdite umane anche tra i civili.
Dall'Ottocento sino agli anni 1960 il paese fu interessato da un massiccio fenomeno migratorio.

## Monumenti e luoghi d'interesse

### Architetture religiose

#### Chiesa parrocchiale
L'edificio, intitolato a San Nicolò vescovo, ha origini molto antiche e i primi documenti la ricordano come cappella della pieve di Sernaglia. Parrocchiale dal 1573, l'edificio fu poi ricostruito nel 1887 ma, gravemente danneggiato dalla guerra, venne rifatto nel 1921 su progetto di Alberto Alpago Novello e consacrato nel 1926 dal vescovo di Ceneda Eugenio Beccegato. All'interno, opere di Giuseppe Modolo.
Nella chiesa era un tempo custodito quello che era ritenuto il manto di Carlo V, donato dall'imperatore all'Abbazia di Nervesa e qui trasferito temendo le razzie delle truppe napoleoniche. Ai primi del Novecento, il parroco lo cedette ad un antiquario veneziano, che immediatamente lo vendette al console di Germania. Quest'ultimo lo inviò poi ad un laboratorio di restauro a Roma, ma la vicenda fu scoperta dal Ministero dell'educazione nazionale che ordinò il sequestro del manufatto. Gli studi condotti in seguito dimostrarono che si trattava di un piviale trecentesco, ma mancavano precisi riferimenti storici. Fu quindi affidato alla Sovrintendenza dell'Arte Antica e Moderna di Venezia.

#### Santuario di Santa Libera
Il culto di Santa Libera si è diffuso nella zona già prima del XII secolo. In origine le era intitolato un piccolo capitello sull'argine del Piave, con un affresco raffigurante la Madonna e la santa inginocchiata ai suoi piedi. Il sacello era inoltre illuminato di notte come riferimento per gli zattieri che ridiscendevano il fiume provenendo dal Bellunese.
Nel 1894 fu sostituita da una cappellina più vicina al paese, ornata da un dipinto di Giovanni Zanotto raffigurante la titolare. Nel 1912 l'angusto oratorio fu sostituito da un più grande santuario, progettato da Giovanni Varlonga.

### Architetture civili

#### Monumento ai caduti
L'opera fu costruita attorno al 1925 sui resti dell'antica cappella di San Rocco, ricorda un'imboscata che i soldati tedeschi tesero agli italiani. Si presenta come un tempietto classico, inizialmente caratterizzato da elementi dorici e in seguito modificato con interventi di dubbio gusto. All'interno, due sculture in legno dei Santi Rocco e Benedetto, dello Stuffer, e un dipinto raffigurante l'Addolorata tra le devastazioni della guerra, di autore anonimo.

#### Colonna degli Arditi
Monumento in granito donata alla comunità dal Comune di Roma nel 1971 in onore del corpo degli Arditi.

### Aree naturali

#### Fontane Bianche
L'oasi, gestita da Legambiente, sorvegliata dai Rangers dell'Organizzazione di volontariato Volontari d'Europa, si estende tra il terrazzo fluviale l'alveo del Piave. Si tratta di una zona ricca di risorgive da cui l'acqua, proveniente dal Quartier del Piave, esce a temperatura pressoché costante (10 °C) formando rivoli e acquitrini. La flora è quella tipica del bosco golenale, con specie acquatiche e igrofile, a cui si aggiungono arbusti adattati alle secche grave e alberi ad alto fusto. Assai variegata è inoltre è la fauna, specialmente quella avicola.
Note